# Campionato del mondo di scacchi 1894
Il campionato del mondo di scacchi 1894 fu conteso tra il campione del mondo Wilhelm Steinitz e lo sfidante Emanuel Lasker, che vinse la sfida per dieci vittorie a cinque. Il match fu disputato tra New York, Filadelfia e Montréal tra il 15 marzo e il 26 maggio.

## Storia
Inizialmente Lasker tentò di sfidare Tarrasch, avendo con lui anche diversi dissidi personali. In seguito al rifiuto del connazionale e ai suoi crescenti risultati nei tornei Lasker sfidò direttamente Steinitz. Il giocatore tedesco impiegò diverso tempo ed ebbe molti problemi a reperire gli sponsor e i fondi per organizzare il match. Alla fine Steinitz accettò di giocare per una borsa 2.000 dollari, inferiore a quella guadagnata nelle precedenti occasioni, perché aveva un bisogno disperato di denaro.
Lasker era decisamente più giovane di Steinitz (25 anni contro 57); questa è stata la massima differenza di età tra due sfidanti per il campionato mondiale, insieme al secondo match tra Lasker e Steinitz del 1897.

## Risultati
Il campionato del mondo fu giocato al meglio delle 10 vittorie, con tempo di riflessione di 15 mosse all'ora. Le prime 8 partite furono giocate a New York, le successive tre a Filadelfia e le seguenti a Montréal. Il match fu sostanzialmente deciso dalle cinque vittorie consecutive di Lasker tra la settima e l'undicesima partita.
|                                 | 1 | 2 | 3 | 4 | 5 | 6 | 7 | 8 | 9 | 10 | 11 | 12 | 13 | 14 | 15 | 16 | 17 | 18 | 19 | Punti | Vittorie |
| ------------------------------- | - | - | - | - | - | - | - | - | - | -- | -- | -- | -- | -- | -- | -- | -- | -- | -- | ----- | -------- |
| Emanuel Lasker ( Germania)      | 1 | 0 | 1 | 0 | ½ | ½ | 1 | 1 | 1 | 1  | 1  | ½  | 0  | 0  | 1  | 1  | 0  | ½  | 1  | 12,5  | 10       |
| Wilhelm Steinitz ( Stati Uniti) | 0 | 1 | 0 | 1 | ½ | ½ | 0 | 0 | 0 | 0  | 0  | ½  | 1  | 1  | 0  | 0  | 1  | ½  | 0  | 7,5   | 5        |